# Список эпизодов мультсериала «Дэнни-призрак»
Дэнни-призрак — американский мультсериал о супергероях, который транслировался на Nickelodeon с 3 апреля 2004 по 24 августа 2007 года. Сериал рассказывает о 14-летнем Дэнни Фентоне, который после аварии с непредсказуемым порталом между человеческим миром и сверхъестественным «Зона призраков» становится наполовину призраком и часто спасает свой город и материальный мир от призрачных атак. Дэнни также сталкивается с типичными проблемами старшеклассника, пытаясь сохранить в тайне своего призрака, за исключением своих лучших друзей, Сэм Мэнсон и Такера Фоули, а позже и его сестры Джез. По мере развития шоу его призрачные способности продолжают развиваться и становиться намного сильнее, и он постепенно учится контролировать их.

## Обзор серий
| Сезон | Серии | Серии | Даты показа    | Даты показа     |
| Сезон | Серии | Серии | Первая серия   | Последняя серия |
| ----- | ----- | ----- | -------------- | --------------- |
| 1     | 20    | 20    | 3 апреля 2004  | 17 июня 2005    |
| 2     | 20    | 20    | 24 июня 2005   | 9 июня 2006     |
| 3     | 13    | 13    | 9 октября 2006 | 24 августа 2007 |

## Эпизоды

### Первый сезон (2004—2005)
| № общий | № в сезоне | Название                                                      | Режиссёр                                      | Автор сценария                                                                 | Раскадровщик                                                      | Дата премьеры    | Произв. код |
| --- | ---------- | ------------------------------------------------------------- | --------------------------------------------- | ------------------------------------------------------------------------------ | ----------------------------------------------------------------- | ---------------- | ----------- |
| 1 | 1          | «Магическое мясо» «Mystery Meat»                              | Бутч Хартман                                  | Бутч Хартман, Марк Банкер и Стив Мармел                                        | Эрик Визе, Рэй Анграм и Бутч Хартман                              | 3 апреля 2004    | 001         |
| Дэнни совсем недавно получил призрачную силу и теперь учится управлять ей, хотя частенько она проявляется совсем не так, как хотелось бы её обладателю. Сэм решает внести новшество в школьное меню: отныне ученикам на завтрак будут давать только вегетарианскую пищу. Но новое меню не пришлось по вкусу не только детям, но и бывшей поварихе Каспер Хай, вернее, её духу... |            |                                                               |                                               |                                                                                |                                                                   |                  |             |
| 2 | 2          | «Родительская забота» «Parental Bonding»                      | Винкэт Алькала, Шон Демпси и Бутч Хартман     | Сюжет: Стивен Сустарсич и Дэвид Силверман Сценарий: Стив Мармел и Сиб Вентресс | Эрик Визе и Рэй Анграм                                            | 9 апреля 2004    | 003         |
| В Каспер Хай все готовятся к балу. Дэнни и мечтать не мог, что танцевать с ним согласится самая красивая девушка школы — Полина. В знак симпатии мальчик дарит ей амулет, таинственным образом попавший ему в руки, даже не подозревая, к каким последствиям это приведёт. |            |                                                               |                                               |                                                                                |                                                                   |                  |             |
| 3 | 3          | «Уникум» «One of a Kind»                                      | Винкэт Алькала и Бутч Хартман                 | Бутч Хартман, Марк Банкер и Стив Мармел                                        | Эрик Визе, Рэй Анграм и Бутч Хартман                              | 9 апреля 2004    | 002         |
| Биология — не сильная сторона Дэнни. Из-за постоянных сражений с духами мальчик не смог хорошо сдать тест по этому предмету. Ему предоставляется возможность исправить оценку, создав проект о редкой белой горилле Сэмпсоне. Но все осложняется тем, что на Дэнни открыл охоту Скалкер — лучший охотник Призрачной зоны. |            |                                                               |                                               |                                                                                |                                                                   |                  |             |
| 4 | 4          | «Гроза домашних распродаж» «Attack of the Killer Garage Sale» | Винкэт Алькала, Ричард Боумэн и Бутч Хартман  | Сюжет: Стив Мармел Сценарий: Сиб Вентресс                                      | Эрик Визе, Рэй Анграм и Лэйн Луерас                               | 16 апреля 2004   | 004         |
| Школьный хулиган Дэш приглашает на вечеринку Джез, сестру Дэнни, но та соглашается прийти только с братом, и Дэш вынужден позвать и мальчика. Дэнни начинает основательно готовиться к сему мероприятию: чтобы купить соответствующий прикид, он устраивает распродажу вещей, завалявшихся в доме Фентонов, не догадываясь, что они обладают призрачной энергетикой... |            |                                                               |                                               |                                                                                |                                                                   |                  |             |
| 5 | 5          | «Точные копии» «Splitting Images»                             | Винкэт Алькала, Ричард Боумэн и Бутч Хартман  | Сюжет: Бутч Хартман и Стив Мармел Сценарий: Марти Изенберг                     | Эрик Визе, Крис Грэхэм, Рэй Анграм и Лэйн Луерас                  | 23 апреля 2004   | 005         |
| Нападки школьных хулиганов становятся невыносимыми — Дэнни теряет терпение и мстит своему обидчику, Дэшу. Но отвечать грубостью на грубость — не есть хорошо. Мальчик понимает это только тогда, когда против его воли призрак бывшего ученика Каспер Хай, Поиндекстер, меняется с ним телами. |            |                                                               |                                               |                                                                                |                                                                   |                  |             |
| 6 | 6          | «Загадай желание» «What You Want»                             | Винкэт Алькала, Ричард Боумэн и Бутч Хартман  | Сюжет: Стив Мармел Сценарий: Сиб Вентресс                                      | Эрик Визе, Крис Грэхэм и Рэй Анграм                               | 30 апреля 2004   | 006         |
| Дружба дружбой, но в душу Такера закрадывается ужасное чувство зависти к лучшему другу, а точнее, к его способности становиться духом. На ярмарке ребята по неосторожности выпускают на свободу Дезире, призрака исполнения желаний. Она готова выполнить любое желание любого человека, в том числе и желание Такера. Однако не стоит забывать, что со своими желаниями нужно быть осторожнее, ведь они могут исполниться... |            |                                                               |                                               |                                                                                |                                                                   |                  |             |
| 7 | 7          | «Горькая встреча» «Bitter Reunions»                           | Винкэт Алькала, Джули Хасигучи и Бутч Хартман | Сюжет: Стив Мармел Сценарий: Сиб Вентресс и Стив Мармел                        | Крис Грэхэм и Рэй Анграм                                          | 7 мая 2004       | 007         |
| Семью Фентонов неожиданно приглашает в свой замок друг Медди и Джека по колледжу — Влад Мастерс. Все семейство отправляется в Висконсин. Но по прибытии начинают происходить странные вещи: оказывается, хозяин замка вовсе не тот, за кого себя выдаёт. |            |                                                               |                                               |                                                                                |                                                                   |                  |             |
| 8 | 8          | «Узники любви» «Prisoners of Love»                            | Винкэт Алькала, Джули Хасигучи и Бутч Хартман | Сюжет: Стив Мармел Сценарий: Марти Изенберг                                    | Эрик Визе и Винкэт Алькала                                        | 14 мая 2004      | 008         |
| У Медди и Джека годовщина свадьбы, о которой глава семейства позабыл. Расстроенная Медди уезжает от мужа к своей сестре, живущей в диком захолустье. Джек в спешке направляется за ней, чтобы извиниться. Дэнни хочет помочь родителям помириться, только для этого ему предстоит отправиться в самое сердце Призрачной зоны, дабы разыскать оказавшийся там подарок для Медди, который, оказывается, Джек все же не забыл купить. |            |                                                               |                                               |                                                                                |                                                                   |                  |             |
| 9 | 9          | «Хранитель моего брата» «My Brother's Keeper»                 | Винкэт Алькала, Джули Хасигучи и Бутч Хартман | Сюжет: Стив Мармел Сценарий: Сиб Вентресс                                      | Рэй Анграм и Крис Грэхэм                                          | 18 июня 2004     | 009         |
| Джез всерьёз обеспокоилась поведением Дэнни: он стал более скрытным, менее общительным, у него появилось множество тайн от своей семьи. Желая как-то прояснить ситуацию, она ведёт брата к школьному психологу — Спектре, которая пообещала сделать мальчика снова жизнерадостным. Но вскоре становится ясно, что Спектра никому помогать не собирается — дети, терзаемые подростковыми комплексами, нужны ей для совсем иной цели... |            |                                                               |                                               |                                                                                |                                                                   |                  |             |
| 10 | 10         | «Оттенки серого» «Shades of Gray»                             | Винкэт Алькала, Джули Хасигучи и Бутч Хартман | Сюжет: Стив Мармел Сценарий: Сиб Вентресс                                      | Ян Грэхэм и Эрик Визе                                             | 24 сентября 2004 | 010         |
| По вине призрачного пса, за которым не уследил Дэнни, отца Валери увольняют с работы. Девушка становится изгоем среди своих одноклассников, но желание отомстить перебарывает все чувства: в один прекрасный день Валери приходит посылка от "тайного доброжелателя", в которой находятся снаряжение и оружие для ловли и уничтожения призраков. И девушка не пренебрежет им воспользоваться, определив главную цель — виновника её бед, Дэнни-Призрака... |            |                                                               |                                               |                                                                                |                                                                   |                  |             |
| 11 | 11         | «Раздувая пламя» «Fanning the Flames»                         | Винкэт Алькала, Джули Хасигучи и Бутч Хартман | Сюжет: Стив Мармел Сценарий: Марти Изенберг                                    | Рэй Анграм и Крис Грэхэм                                          | 8 октября 2004   | 011         |
| Все подростки в Парке Дружбы просто обезумели от песен восходящей рок-звезды Эмбер. Единственными, кто не поддался её чарующей музыке, оказались Дэнни и Сэм. Ребята пытаются остановить певицу, которая на самом деле оказывается призраком, мечтающим подчинить себе весь мир, но тоже попадают под воздействие её музыки — Эмбер влюбляет Дэнни в Сэм. Но Они узнают, что чары Ембер можно разрушить чем-нибудь ужасным! |            |                                                               |                                               |                                                                                |                                                                   |                  |             |
| 12 | 12         | «Учитель года» «Teacher of the Year»                          | Винкэт Алькала, Джули Хасигучи и Бутч Хартман | Сюжет: Стив Мармел Сценарий: Сиб Вентресс                                      | Ян Грэхэм, Эрик Визе и Бутч Хартман                               | 15 октября 2004  | 012         |
| Такер и Дэнни подсели на новую компьютерную игру, из-за которой у последнего начались большие проблемы в школе. Мальчик вынужден серьёзно заняться учёбой, забросив на какое-то время виртуальную игру, но в компьютерную систему проникает призрак Технус. Теперь Дэнни предстоит не только одолеть его, но и наверстать упущенное по программе. Получится ли совместить обучение под строгим надзором мистера Лансера и сражение с коварным призраком? |            |                                                               |                                               |                                                                                |                                                                   |                  |             |
| 13 | 13         | «Ночь страха» «Fright Night»                                  | Винкэт Алькала, Джули Хасигучи и Бутч Хартман | Сюжет: Стив Мармел Сценарий: Марти Изенберг                                    | Рэй Анграм, Крис Грэхэм, Ян Грэхэм ии Бутч Хартман                | 29 октября 2004  | 015         |
| Дэш и Дэнни поспорили, кто в ночь Хэллоуина сможет создать самую пугающую комнату страха, которая впечатлила бы мистера Лансера. Дэнни был уверен в своём успехе на 100 %, ведь он призрак! Но приступив к работе, мальчик сражу же понимает, что все намного сложнее, чем ему представлялось. Он, движимый страстным желанием утереть Дэшу нос, отправляется в Призрачную зону и крадёт у Тёмного Рыцаря его меч. Но призрак вернётся за украденной вещью, покарав мальчишку. Хэллоуинский кошмар только начинается...                                                        |            |                                                               |                                               |                                                                                |                                                                   |                  |             |
| 14 | 14         | «13»                                                          | Винкэт Алькала, Джули Хасигучи и Бутч Хартман | Сюжет: Стив Мармел Сценарий: Сиб Вентресс и Марти Изенберг                     | Крис Грэхэм и Ян Грэхэм                                           | 5 ноября 2004    | 013         |
| Новый парень Джез, призрак Джонни (о призрачной сущности которого девушка даже не подозревает), вызывает у Дэнни откровенную антипатию и серьёзные подозрения. Мальчик всеми силами пытается препятствовать этой парочке, но особого успеха не достигает. Как выясняется, Джонни интересует отнюдь не сестра Дэнни: она нужна ему для того, чтобы вернуть в мир людей его нынешнюю девушку — Китти, которая, по задуманному плану, должна переселиться в тело Джез. Но Дэнни вряд ли согласится с этим...                                                                      |            |                                                               |                                               |                                                                                |                                                                   |                  |             |
| 15 | 15         | «Враги общества» «Public Enemies»                             | Винкэт Алькала, Джули Хасигучи и Бутч Хартман | Сюжет: Стив Мармел Сценарий: Сиб Вентресс и Стив Мармел                        | Рэй Анграм, Крис Грэхэм, Дэйв Буллок и Ян Грэхэм                  | 4 февраля 2005   | 014         |
| Уолкер намерен вернуть Дэнни-Призрака в призрачную тюрьму, для чего использует призрачного волка Вульфа, заключив с ним договор: волк доставляет ему мальчишку, а Уолкер дарует ему свободу. Орда призрачных тюремщиков отправляется в Парк дружбы, вселяясь в высокопоставленных лиц города и настраивая жителей против Дэнни-Призрака. Мальчик оказывается в западне: родной город восстаёт против него, а со стороны призраков нависает угроза заточения... |            |                                                               |                                               |                                                                                |                                                                   |                  |             |
| 16 | 16         | «Счастливая любовь» «Lucky in Love»                           | Кен Брюс, Гэри Конрад и Бутч Хартман          | Сиб Вентресс                                                                   | Винкэт Алькала, Рэй Анграм, Шон Мюррей, Дэйв Томас и Бутч Хартман | 11 февраля 2005  | 017         |
| Каспер Хай в шоке: Полина и Дэнни Фентон встречаются! Кто бы мог подумать, что гордая и красивая Полина согласится быть с парнем, которого все это время презирала! Все дело же было в том, что она узнала тайну мальчика-призрака, и теперь Дэнни в её глазах значительно вырос. Сначала юный Фентон просто не верил своему счастью, но потом кое-что выяснилось, из-за чего мальчик резко перестал радоваться такой перемене в личной жизни. Из-за того, что в Полину вселилась Китти девушка Джонни. И если Дэнни не будет с ней встречаться, она расскажет всем его тайну. |            |                                                               |                                               |                                                                                |                                                                   |                  |             |
| 17 | 17         | «Материнский инстинкт» «Maternal Instincts»                   | Винкэт Алькала, Джули Хасигучи и Бутч Хартман | Сиб Вентресс                                                                   | Винкэт Алькала, Крис Грэхэм, Ян Грэхэм и Бутч Хартман             | 18 февраля 2005  | 016         |
| Медди очень переживает, что они с Дэнни так сильно отдалились друг от друга. Она берёт сына в охапку и вылетает с ним по приглашению на симпозиум, рассчитывая провести выходные вместе. Во время полёта случается странная неполадка, мать и сын вынуждены прыгать с парашютом на незнакомую местность. После недолгого блуждания по диким зарослям Дэнни и Медди натыкаются на... загородный дом Влада Мастерса! |            |                                                               |                                               |                                                                                |                                                                   |                  |             |
| 18 | 18         | «Уроки жизни» «Life Lessons»                                  | Кен Брюс, Гэри Конрад и Бутч Хартман          | Марти Изенберг                                                                 | Винкэт Алькала, Рэй Анграм, Шон Мюррей и Бутч Хартман             | 25 февраля 2005  | 018         |
| Миссис Тецлав поручает Дэнни и Валери совместный проект: до следующего занятия они объявляются семейной парой и должны ухаживать за... мешком муки, словно это живой ребёнок! Оба подростка совсем не горят желанием совместно выполнять задание, но оказавшийся неподалёку Скалкер ломает все их планы и заманивает ребят в Призрачную зону. Теперь, чтобы выбраться отсюда, юной охотнице и Дэнни-Призраку придётся действовать сообща... |            |                                                               |                                               |                                                                                |                                                                   |                  |             |
| 19 | 19         | «Призрак на миллион долларов» «The Million Dollar Ghost»      | Кен Брюс, Гэри Конрад и Бутч Хартман          | Сиб Вентресс                                                                   | Винкэт Алькала, Рэй Анграм, Шон Мюррей, Фред Рейес и Бутч Хартман | 3 июня 2005      | 019         |
| Влад случайно взрывает свой роскошный замок и остаётся без призрачного портала. Он отправляется в Парк Дружбы, к давнишнему другу по колледжу — Джеку Фентону. Но воспользоваться рабочим порталом Владу может помешать Дэнни, поэтому Мастерс, чтобы отвлечь его, объявляет большую награду за голову мальчика-призрака, созывая известных ловцов в один город. На Дэнни ополчились охотники за его призрачной половиной и его родной отец, страстно желающий хоть раз поймать настоящего духа...                                                                             |            |                                                               |                                               |                                                                                |                                                                   |                  |             |
| 20 | 20         | «Под контролем» «Control Freaks»                              | Кен Брюс, Гэри Конрад и Бутч Хартман          | Марти Изенберг                                                                 | Винкэт Алькала, Рэй Анграм, Шон Мюррэй и Бутч Хартман             | 17 июня 2005     | 020         |
| В Парк Дружбы приезжает бродячий цирк "Готика". Неформалы со всего города стремятся попасть на его выступления. Вскоре выясняется, что руководитель труппы, Фрикшоу, обладает жезлом с гипнотическим хрустальным шаром, позволяющим ему заставлять призраков (которые и дают представления в его цирке) делать то, что он пожелает. Чтобы не пытались сделать Такер и Сэм, Дэнни, не в силах справиться с гипнозом, тоже попадает под контроль Фрикшоу... |            |                                                               |                                               |                                                                                |                                                                   |                  |             |

### Второй сезон (2005—2006)
| № общий | № в сезоне | Название                                                | Режиссёр                                                   | Автор сценария                                                 | Раскадровщик                                                                                  | Дата премьеры    | Произв. код |
| --- | ---------- | ------------------------------------------------------- | ---------------------------------------------------------- | -------------------------------------------------------------- | --------------------------------------------------------------------------------------------- | ---------------- | ----------- |
| 21 | 1          | «Лишение памяти» «Memory Blank»                         | Кен Брюс, Гэри Конрад и Бутч Хартман                       | Стив Мармел                                                    | Винкэт Алькала, Сэм Баллок, Фред Рейес, Шон Мюррей и Бутч Хартман                             | 24 июня 2005     | 021         |
| Сэм, разозлившись на Дэнни, в приступе гнева желает, чтобы тот её никогда не знал. Вернувшаяся Дезире слышит эти слова и исполняет желание. Дэнни лишается силы призрака, поскольку именно Сэм когда-то уговорила его войти в портал и включить тот. Теперь девочка вынуждена найти способ убедить Дэнни, что она — один из его лучших друзей, а у него должна быть сила призрака. При этом Сэм надо торопиться, потому что впереди маячит угроза того, что Дезире наберёт огромную мощь, а остановить её может, конечно же, лишь Дэнни-Призрак. |            |                                                         |                                                            |                                                                |                                                                                               |                  |             |
| 22 | 2          | «Доктор Смерть» «Doctor's Disorders»                    | Винкэт Алькала, Кевин Петрилак и Бутч Хартман              | Сиб Вентресс                                                   | Винкэт Алькала, Бен Балистрери, Лотелл Джонс, Робб Пратт, Фред Рейес и Бутч Хартман           | 15 июля 2005     | 022         |
| Все ученики Каспер Хай неожиданно заболевают странной болезнью, симптомы которой — проявление силы призрака. Только Такеру и Дэнни удаётся её избежать. Детей помещают в подозрительную, с точки зрения Дэнни, больницу. Мальчик решает во всем разобраться и, с помощью Такера, который ужасно боится больниц и медпунктов, проникает в лечебное заведение. Там всплывают наверх интересные факты, такие как то, что детей здесь вовсе не лечат, а кое-кому весьма выгодна эта эпидемия... |            |                                                         |                                                            |                                                                |                                                                                               |                  |             |
| 23 | 3          | «Пиратское радио» «Pirate Radio»                        | Винкэт Алькала, Кевин Петрилак и Бутч Хартман              | Марти Изенберг                                                 | Рэй Анграм, Бен Балистрери, Шеннон Дентон и Бутч Хартман                                      | 22 июля 2005     | 023         |
| Дэнни и его друзья ума приложить не могут, почему их родители подсели на спокойную и гипнотическую музыку. А затем все взрослые Парка Дружбы неожиданно отправляются в непонятный круиз. Подростки города рады избавиться, наконец, от предков, а вот нашей троице это все кажется весьма подозрительным. Выясняется, что здесь снова постаралась призрачная певица Эмбер, но на этот раз она объединила свои усилия с другим призраком, капитаном Джоном Сильвером. |            |                                                         |                                                            |                                                                |                                                                                               |                  |             |
| 2425 | 45         | «Жажда власти» «Reign Storm»                            | Винкэт Алькала, Кевин Петрилак и Бутч Хартман              | Стив Мармел                                                    | Рэй Анграм, Бен Балистрери, Шеннон Дентон, Робб Пратт, Фред Рейес и Бутч Хартман              | 29 июля 2005     | 024-025     |
| Влад пытается заполучить перстень, который, по его мнению, даст ему неограниченную силу и власть. Вместо этого он пробуждает Короля призраков Парию Дарка, сколь могучего, столь и жестокого призрака, которого давным-давно с большим трудом заперли в саркофаге для вечного сна. Теперь он вырвался на свободу и жаждет вновь поработить призраков и людей. Мир на грани глобальной катастрофы, и спасти его может только Дэнни-Призрак... |            |                                                         |                                                            |                                                                |                                                                                               |                  |             |
| 26 | 6          | «Раздвоение личности» «Identity Crisis»                 | Винкэт Алькала, Кевин Петрилак и Бутч Хартман              | Марти Изенберг                                                 | Бен Балистрери, Фред Рейес и Бутч Хартман                                                     | 23 сентября 2005 | 026         |
| Дэнни совершенно надоело, что его призрачная суть мешает человеческой. Мальчик решает их разъединить с помощью изобретения своего отца. И вроде бы все удалось: теперь существуют отдельно Дэнни Фентон и Дэнни-Призрак. Однако эффект оказался несколько не таким, каким ожидался: разделив свою личность надвое, Дэнни также поделил пополам свои внутренние качества. Мальчику предстоит осознать, что Дэнни-Призрак и Дэнни Фентон — одно лицо, и это он сам. |            |                                                         |                                                            |                                                                |                                                                                               |                  |             |
| 27 | 7          | «Помешательство Фентонов» «The Fenton Menace»           | Винкэт Алькала, Кевин Петрилак и Бутч Хартман              | Марти Изенберг                                                 | Рэй Анграм, Роб Пратт и Бутч Хартман                                                          | 7 октября 2005   | 027         |
| Дэнни постоянно видит призрака, которого никто более не замечает. Со стороны всем кажется, что мальчик разговаривает с пустотой и, что ещё хуже, палит по кому-то несуществующему из антипризрачного оружия и своими эктолучами. Джез, как всегда уверенная, что это психологические подростковые проблемы её неповзрослевшего брата, уговаривает родителей вчетвером отдохнуть на природе, забыв на это время о призраках. Но все оказывается не так просто... |            |                                                         |                                                            |                                                                |                                                                                               |                  |             |
| 2829 | 89         | «Абсолютный враг» «The Ultimate Enemy»                  | Винкэт Алькала, Кевин Петрилак и Бутч Хартман              | Марти Изенберг, Сиб Вентресс и Стив Мармел Стив Мармел (сюжет) | Рэй Анграм, Бен Балистрери, Крис Грэм, Шаунт Нигогосян, Робб Пратт, Фред Рейес и Бутч Хартман | 16 сентября 2005 | 028-029     |
| Дэнни и его одноклассникам предстоит пройти тест, определяющий их будущее — ТОК-тест. Но получается так, что ответы попадают в руки Фентона. Мальчик преисполнен восторга — теперь счастливое будущее ему обеспечено! Однако с выводами он поторопился: встреча с недоброжелательным призраком будущего, гибрида Технуса и Скалкера, приводит Дэнни, Сэм и Такера в убежище хранителя времени — Клокворка, которому было поручено уничтожить Дэнни-Призрака, дабы спасти мир от его тёмного будущего 10 лет спустя. |            |                                                         |                                                            |                                                                |                                                                                               |                  |             |
| 30 | 10         | «Кошмар перед Рождеством» «The Fright Before Christmas» | Винкэт Алькала, Кевин Петрилак и Бутч Хартман              | Марти Изенберг, Сиб Вентресс и Стив Мармел                     | Бен Балистрери, Фред Рейес, Шаунт Нигогосян и Бутч Хартман                                    | 6 декабря 2005   | 030         |
| Дэнни Фентон всегда терпеть не мог Рождество. Поэтому в канун праздника ему стало совсем тошно, и он отправляется в Призрачную зону, сорвать на ком-нибудь зло. Объектом становится призрак-поэт, писавший книгу. Мальчик ненароком уничтожает труды писателя, за что тот решается отомстить, и делает Дэнни героем своего нового романа. Теперь, если Фентон хочет снова попасть в свой мир, ему придётся не только осознать, как он был не прав, но и дописать эту историю с ним в главной роли до конца. |            |                                                         |                                                            |                                                                |                                                                                               |                  |             |
| 31 | 11         | «Секретное оружие» «Secret Weapons»                     | Винкэт Алькала, Кевин Петрилак и Бутч Хартман              | Марти Изенберг Стив Мармел (сюжет)                             | Рэй Анграм, Роб Пратт, Шаунт Нигоносян и Бутч Хартман                                         | 9 декабря 2005   | 031         |
| Узнав тайну Дэнни, Джез стала активно помогать брату в ловле призраков, не понимая, что она скорее мешает, чем приносит пользу. Дэнни в довольно грубой форме высказывает все, что о ней думает, чем сильно обижает сестру. Джез, никого не предупредив, уезжает к Владу Мастерсу, который принимает её с распростёртыми объятиями. Дэнни же думает, что на неё напал Скалкер, и отправляется на его поиски. Как встретят друг друга брат и сестра, у которых есть причины обижаться друг на друга, если у одного — сила призрака, а у второй в распоряжении мощный эктокостюм? |            |                                                         |                                                            |                                                                |                                                                                               |                  |             |
| 32 | 12         | «Флирт с опасностью» «Flirting with Disaster»           | Винкэт Алькала, Кевин Петрилак и Бутч Хартман              | Стив Мармел Марти Изенберг (сюжет)                             | Бен Балистрери, Робб Пратт, Фред Рейес и Бутч Хартман                                         | 13 января 2006   | 032         |
| Валери и Дэнни все больше нравятся друг другу, чем решил воспользоваться Технус: пока влюблённые подростки увлечены друг другом, в чем он оказывал содействие, призрак взламывал секретный код сверхмощного компьютера. Фентон отказывался верить в то, что Технус заделался свахой, но когда он столкнулся с ним лицом к лицу, вернее с костюмом охотницы Валери, которым завладел призрак, пришлось в этом убедиться. Теперь у Валери стало ещё больше причин ненавидеть Дэнни-Призрака — костюм был безнадёжно испорчен. Повлияет ли эта ненависть на её чувства к Дэнни Фентону? |            |                                                         |                                                            |                                                                |                                                                                               |                  |             |
| 33 | 13         | «Микро-разборки» «Micro Management»                     | Винкэт Алькала, Кевин Петрилак и Бутч Хартман              | Стив Мармел и Мэтт Вэйн Мэтт Вэйн (сюжет)                      | Рэй Анграм, Робб Пратт, Шаунт Нигогосян и Бутч Хартман                                        | 27 января 2006   | 033         |
| Мисс Тетцлав поручает Дэшу и Сэм подготовить Дэнни и Такера соответственно к сдаче зачёта по физкультуре. Но вместо этого Дэш и Дэнни подвергаются атаке Скалкера, и в это же время Джек решает испытать своё новое изобретение — Фентон-свертыш. В итоге Дэнни, Дэш и Скалкер становятся меньше блохи, и подготовку к зачёту ребятам предстоит провести, убегая от призрачного охотника по травяному лесу, в мышиной норе, по ставшему гигантским дому Фентонов... |            |                                                         |                                                            |                                                                |                                                                                               |                  |             |
| 34 | 14         | «Конкурс красоты» «Beauty Marked»                       | Винкэт Алькала, Кевин Петрилак и Бутч Хартман              | Марти Изенберг                                                 | Бен Балистрери, Фред Рейес и Бутч Хартман                                                     | 24 февраля 2006  | 034         |
| В Каспер Хай проводится конкурс юных принцесс. Судьёй, которому предстоит определить победительницу, организатор конкурса Дора Мэттингли неожиданно избирает Дэнни. Презирающая подобные мероприятия Сэм также записывается для участия, дабы выразить свой протест. Но постепенно девочка понимает, что с этим конкурсом не все так чисто, а Дора явственно имеет какое-то отношение к призракам. |            |                                                         |                                                            |                                                                |                                                                                               |                  |             |
| 35 | 15         | «Повелитель Такер» «King Tuck»                          | Винкэт Алькала, Кевин Петрилак и Бутч Хартман              | Сиб Вентресс                                                   | Винкэт Алькала, Рэй Анграм, Роб Пратт и Бутч Хартман                                          | 17 марта 2006    | 035         |
| Во время экскурсии учеников Каспер Хай по археологическому музею, Дэнни и Сэм обнаруживают невероятное внешнее сходство одного из фараонов с Такером. Пробудившийся древний дух-мумия Хотеп также решает, что перед ним — его возродившийся хозяин, которому он должен служить. Хотеп вручает Такеру магический скипетр, дающий своему обладателю огромные возможности и власть. Однако вскоре с Такером начинает происходить что-то нехорошее, в итоге он при помощи скипетра переносит себя, учеников и учителей школы куда-то в Древний Египет... |            |                                                         |                                                            |                                                                |                                                                                               |                  |             |
| 36 | 16         | «Повелители времени» «Masters of All Time»              | Винкэт Алькала, Кевин Петрилак и Бутч Хартман              | Марти Изенберг                                                 | Фред Рейес, Джеймс Янг и Бутч Хартман                                                         | 24 марта 2006    | 036         |
| Влад Мастерс неожиданно появляется в Парке Дружбы и заражает Сэм и Такера эктоугрями, из-за которых сам страдает до сих пор. Тем самым Влад хочет вынудить Дэнни найти противоядие. Мальчик пытается решить проблему иначе. Он просит духа времени Клокворка вернуть его в то время, когда его родители и Влад проводили эксперимент в колледже. Дэнни меняет ход событий и, полагая, что справился, довольный возвращается в своё время. Но там его ждут крайне неприятные сюрпризы: его отец оказывается полупризраком, а его мать замужем за Владом. |            |                                                         |                                                            |                                                                |                                                                                               |                  |             |
| 37 | 17         | «Родственные души» «Kindred Spirits»                    | Гэри Конрад, Даниэль де ля Вега и Бутч Хартман             | Стив Мармел и Сиб Вентресс                                     | Бен Балистрери, Шаунт Нигогосян, Джеймс Янг и Бутч Хартман                                    | 7 апреля 2006    | 040         |
| Придя домой, Дэнни обнаруживает у себя в комнате неожиданную гостью — маленькую девочку. Она представляется Дениелью и называет себя кузиной мальчика-призрака, но ведёт себя весьма загадочно. Вскоре загадок становится ещё больше — во время нападения призрака Дениель сама превращается в духа, чтобы помочь Дэнни, и он понимает, что его новоиспечённая кузина — ещё один полупризрак! Кроме того, ко всему этому явно причастен Влад... |            |                                                         |                                                            |                                                                |                                                                                               |                  |             |
| 38 | 18         | «Сердечный обман» «Double Cross My Heart»               | Гэри Конрад, Даниэль де ля Вега и Бутч Хартман             | Сиб Вентресс                                                   | Сэм Буллок, Стив Дэй, Шаунт Нигогосян, Робб Пратт и Бутч Хартман                              | 5 мая 2006       | 039         |
| В Каспер Хай появляется новый ученик — приехавший из далёкой Венгрии парень по имени Грегор. Знакомясь с Дэнни, Такером и Сэм, он рассказывает, что является готом и вегетарианцем. Грегор нравится Сэм, да и он, похоже, отнюдь неравнодушен к девушке. В то же время Дэнни начинает регулярно подвергаться атакам Людей в Белом — агентов государственной организации по борьбе с призраками. Причём появление агентов постоянно совпадает с появлениями Грегора. Дэнни подозревает, что Грегор заодно с Людьми в Белом, и потому начинает слежку за Сэм и венгерским новичком. |            |                                                         |                                                            |                                                                |                                                                                               |                  |             |
| 3940 | 1920       | «Путешествие по реальности» «Reality Trip»              | Винкэт Алькала, Гэри Конрад, Кевин Петрилак и Бутч Хартман | Стив Мармел, Марти Изенберг и Сиб Вентресс                     | Винкэт Алкала, Рэй Анграм, Шаунт Нигогосян, Робб Пратт, Фред Рейес и Бутч Хартман             | 9 июня 2006      | 037-038     |
| Пришло лето — пора каникул и отдыха. Но планы троих верных друзей, собиравшихся совершить вояж по стране, рушатся, когда из тюрьмы совершает побег бывший хозяин цирка "Готика" Фрикшоу. Он не просто вырывается на волю, а вместе с Перчаткой Реальности — мощнейшим магическим артефактом, позволяющим менять саму действительность и управлять ею. Дэнни, Сэм и Такеру удаётся помешать Фрикшоу соединить на Перчатке четыре волшебных камня, дающих ей силу, и теперь их всё-таки ждёт путешествие по США в поисках этих камней. Ситуация значительно осложняется тем, что во время схватки с Фрикшоу во время концерта популярной группы Дэнни на глазах у сотен зрителей и под прицелом телекамер превращается из призрака в человека, раскрывая тем самым свой секрет. Теперь Дэнни должен не только собрать камни, но и найти способ стереть память у людей. |            |                                                         |                                                            |                                                                |                                                                                               |                  |             |

### Третий сезон (2006—2007)
На протяжении всего сезона главными режиссёрами были Винкэт Алькала, Гэри Конрад и Бутч Хартман.
| № общий | № в сезоне | Название                                          | Автор сценария                                                                 | Раскадровщик | Дата премьеры   | Произв. код |
| --- | ---------- | ------------------------------------------------- | ------------------------------------------------------------------------------ | --- | --------------- | ----------- |
| 41 | 1          | «Око за око» «Eye for an Eye»                     | Сиб Вентресс Стив Мармел (сюжет)                                               | Винкэт Алькала, Фред Рейес, Джеймс Янг и Бутч Хартман                                                               | 20 августа 2007 | 041         |
| Дэнни сообщает Людям в Белом ложную информацию, и те в поисках призраков разносят новый, только-только выстроенный замок Влада. Поняв, в чем дело, Мастерс отвечает тем же, и вот уже мало что осталось от комнаты Дэнни. Обмен такими "любезностями" продолжается и приводит к тому, что Влад решает насолить Дэнни очень серьёзно — он приезжает в Парк Дружбы, баллотируется в мэры, обманом выигрывает выборы и устраивает Дэнниэлу и его друзьям "весёлую" жизнь. |            |                                                   |                                                                                | |                 |             |
| 42 | 2          | «Карта миров» «Infinite Realms»                   | Бутч Хартман                                                                   | Винкэт Алькала, Шаунт Нигогосян, Фред Рейес, Джеймс Янг и Бутч Хартман                                              | 9 июля 2007     | 042         |
| Пытаясь нарисовать карту Призрачной зоны и заблудившись в ней, Дэнни с друзьями попадает в загадочную страну вечного льда, населённую дивными существами, похожими на собак. Как выясняется, Дэнни для этого народа — герой. Чтят мальчика-призрака здесь за то, что он сумел загнать обратно в саркофаг ужасного короля призраков Парию Дарка. Предводитель ледяного народа Фростбайт даёт Дэнни Карту миров, способную переносить тебя туда, куда ты хочешь. Вскоре выясняется, что пользоваться Картой нужно очень осторожно, а тут про неё узнаёт ещё и Влад...                                                   |            |                                                   |                                                                                | |                 |             |
| 43 | 3          | «Вечер девочек» «Girls' Night Out»                | Кевин Салливан                                                                 | Рэй Анграм, Шаунт Нигогосян и Бутч Хартман                                                                          | 10 июля 2007    | 043         |
| В Парке Дружбы творится что-то странное — исчезают все мужчины. Замешаны в этом оказываются сразу три призрака-девушки — Эмбер, Китти и Спектра. Как вернуть мужчин? Надеяться остаётся исключительно на бросивших вызов призракам Сэм, Джез и Медди, ведь Дэнни и Джек в это время находятся за городом на рыбалке, где их ожидает встреча со Скалкером и громадным красным монстром. |            |                                                   |                                                                                | |                 |             |
| 44 | 4          | «Лавина ужаса» «Torrent of Terror»                | Бутч Хартман и Сиб Вентресс Джордж Гудчайлд и Эллен Лихтвардт Гудчайлд (сюжет) | Бен Балистрери, Фред Рейес, Джеймс Янг и Бутч Хартман                                                               | 11 июля 2007    | 044         |
| Совет призраков принимает решение казнить пленённого Вортекса — погодного духа, который в течение долгого времени ради развлечения устраивал в мире людей страшные катаклизмы, приводившие к разрушениям и гибели людей. Но в зале суда неожиданно появляется Влад, который освобождает Вортекса. Мастер планирует подчинить погодного духа себе при помощи спектрального барометра — устройства, вызывающего у Вортекса нестерпимую боль. Однако вскорости барометр ломается, и теперь погодный дух опять на свободе и может творить свои бесчинства. Помешать ему может лишь Дэнни-Призрак.                         |            |                                                   |                                                                                | |                 |             |
| 45 | 5          | «Навсегда оставаться призраком» «Forever Phantom» | Бутч Хартман Скотт Питерсон (сюжет)                                            | Рэй Анграм, Шаунт Нигогосян, Джеймс Янг и Бутч Хартман                                                              | 12 июля 2007    | 045         |
| Непонятные вещи происходят в Парке Дружбы — люди и даже животные совершают странные действия, словно специально вызывая на себя гнев окружающих. А вскоре Дэнни видит... самого себя, заходящего в дом Фентонов! Бросившись к себе домой и столкнувшись там со своим двойником, Дэнниэл, будучи призраком, вместе с ним попадает под воздействие нового устройства своих родителей и обнаруживает, что больше не может стать человеком. |            |                                                   |                                                                                | |                 |             |
| 46 | 6          | «Город джунглей» «Urban Jungle»                   | Бутч Хартман                                                                   | Бен Балистрери, Фред Рейес, Джеймс Янг и Бутч Хартман                                                               | 9 октября 2006  | 046         |
| На глазах у Дэнни, Такера и Сэм из-под земли появляется огромный призрак-растение по имени Сорняк. Он оплетает весь город огромными растениями, которые не просто превращают Парк Дружбы в самые настоящие джунгли, но и способны контролировать людей. В подчинении оказываются все, кроме Дэнни, а Сэм, всегда любившую растения, Сорняк превращает в свою богиню. Выпутаться из сковавших его лиан Дэнни помогает неожиданно появившаяся способность замораживать другие объекты. Мальчик-призрак бросается в Призрачную зону, в надежде найти совет и помощь у Фростбайта.                                        |            |                                                   |                                                                                | |                 |             |
| 47 | 7          | «На широкую ногу» «Livin' Large»                  | Марк Дроп                                                                      | Рэй Анграм, Аарон Хаммерсли, Шаунт Нигогосян, Джеймс Янг и Бутч Хартман                                             | 13 июля 2007    | 047         |
| Люди в Белом появляются в доме Фентонов с шокирующим для семьи Дэнни предложением — правительство хочет выкупить "Fenton works" за огромную сумму денег! Соблазненные заманчивым предложением, Фентоны соглашаются. Они покупают огромный особняк в богатом районе города и переезжают туда. Первое время Дэнни и его родственники чувствуют себя совершенно счастливыми людьми, но постепенно становится понятно, что богатство далеко не всегда приносит одну лишь радость. А тем временем в бывшем доме Фентонов творится что-то неладное...                                                                       |            |                                                   |                                                                                | |                 |             |
| 48 | 8          | «Ящик разбора» «Boxed-Up Fury»                    | Кевин Салливан                                                                 | Бен Балистрери, Фред Рейес, Джеймс Янг и Бутч Хартман                                                               | 21 августа 2007 | 048         |
| Ящичный призрак, способный управлять различными коробками и упаковками, окончательно доведён тем, что его никто не боится, зато все над ним насмехаются. Он решается на опасный поступок — крадёт у мифической Пандоры её Ящик, в котором, согласно древнегреческой легенде, находятся все беды и ужасы мира. Завладев им, Ящичный призрак отправляется в Парк Дружбы, где открывает Ящик Пандоры, сея вокруг хаос. Сумеет ли Дэнни помешать ему и загнать ужасы обратно в Ящик? |            |                                                   |                                                                                | |                 |             |
| 49 | 9          | «Во сне и наяву» «Frightmare»                     | Кевин Салливан                                                                 | Рэй Анграм, Аарон Хаммерсли, Шаунт Нигогосян, Джеймс Янг и Бутч Хартман                                             | 22 августа 2007 | 049         |
| Вокруг творятся странные вещи: Дэнни получает пятёрку по контрольной, Дэш встречает его, как героя, всем известно, что Дэнни — это мальчик-призрак, а Сэм ведёт себя так, как будто она — девушка Дэнни. Мальчик не может понять, что происходит, но уже начинает свыкаться со столь приятными вещами, однако в самый неподходящий момент, собираясь поцеловать Сэм, Дэнни... просыпается посреди Призрачной зоны! Через некоторое время он обнаруживает, что спит весь Парк Дружбы, и за этим явно кто-то стоит...                                                                                                   |            |                                                   |                                                                                | |                 |             |
| 50 | 10         | «Зов предков» «Claw of the Wild»                  | Кевин Салливан                                                                 | Винкэт Алькала, Аарон Хаммерсли, Фред Рейес, Джеймс Янг и Бутч Хартман                                              | 23 августа 2007 | 050         |
| Ученики Каспер Хай отправляются в летний лагерь. В отличие от Дэнни и Такера, которым совсем не хочется проводить время где-то вдали от цивилизации, Сэм, обожающая природу, счастлива. Но и её поджидают неприятные сюрпризы: сначала выясняется, что их вожатыми будут мистер Лансер и мисс Тетцлав, а затем оказывается, что в лесу рядом с лагерем водятся какие-то страшные создания, которые одного за другим похищают школьников. |            |                                                   |                                                                                | |                 |             |
| 51 | 11         | «Дестабилизированная» «D-Stabilized»              | Эми Китинг Роджерс                                                             | Рэй Анграм, Аарон Хаммерсли, Шаунт Нигогосян, Джеймс Янг и Бутч Хартман                                             | 24 августа 2007 | 051         |
| Кузина Дэнни снова в Парке Дружбы! И вернулась Дениэль не просто так, а потому что ей нужна помощь: с её телом происходят неприятные метаморфозы, оно постепенно превращается в жидкую эктоплазму. Дениэль рассчитывает добраться до Дэнни и попросить его о помощи, оставшись не замеченной Владом, однако Мастерс быстро обнаруживает появление девочки и отправляет на охоту за ней Валери. |            |                                                   |                                                                                | |                 |             |
| 5253 | 1213       | «Призрачная планета» «Phantom Planet»             | Бутч Хартман                                                                   | Винкэт Алькала, Рэй Анграм, Бен Балистрери, Аарон Хаммерсли, Шаунт Нигогосян, Фред Рейес, Джеймс Янг и Бутч Хартман | 24 августа 2007 | 052-053     |
| Финал мультсериала. События серии разворачиваются с невиданной доселе скоростью. Влад создаёт команду по борьбе с призраками, которая постепенно полностью вытесняет Дэнни из этой сферы деятельности, превращая его из героя Парка Дружбы в посмешище. После этого разочарованный мальчик принимает решение избавиться от своей призрачной силы, и ему это удаётся. Вскоре становится известным, что к Земле приближается астероид, столкновение с которым приведёт к мировой катастрофе. Вернётся ли Дэнни-Призрак? Удастся ли человечеству спастись? Как будут развиваться отношения главных героев — Дэнни и Сэм? |            |                                                   |                                                                                | |                 |             |

## Короткометражный фильм
| № | Название                 | Дата премьеры   |
| --- | ------------------------ | --------------- |
| 1 | «The Fairly Odd Phantom» | 21 февраля 2017 |
| Дэнни, Сэм, Такер и Джез обнаруживают странные вещи, выходящие из призрачного портала. Короткометражный кроссовер с персонажами из мультсериалов Волшебные покровители, ТУРБО-агент Дадли, и Чудище Бансен, созданных Бутчем Хартманом. |                          |                 |